# Paul Citroen
Paul Citroen   (Berlín i Alemanya, 15 de desembre de 1896 - Wassenaar, 13 de març de 1983) va ser un artista holandès d'origen alemany, educador de l'art i cofundador de la Nova Acadèmia de l'Art d'Amsterdam. Entre les seves obres més conegudes es troben el fotomuntatge Metròpolis i la sèrie de segells de correu holandesos de 1949.

## Biografia
Citroën va néixer i créixer en una família de classe mitjana a Berlín, fill de Hendrik Roelof Citroen (1865–1932), un jueu holandès d'Amsterdam, i Ellen Philippi (1872–1945), provinent d'una família jueva de Berlín.
Com a pintor, era dadaista. Com a artista visual en fotografia, va utilitzar l'estil Bauhaus dels retrats físics, moltes vegades amb el subjecte mirant intensament a la càmera.
El 1919 Citroën va començar a estudiar a la Bauhaus, on va rebre lliçons de Paul Klee i Wassily Kandinsky (part de Der Blaue Reiter) i Johannes Itten, que es va convertir en una de les seves grans influències. Per aquesta època, va iniciar Metròpolis (1923), que es va convertir en la seva peça més coneguda. Metròpolis es troba avui a la Sala d'Impressió de les Biblioteques de la Universitat de Leiden. Una versió digital està disponible a les col·leccions digitals de Leiden. Metròpolis va influir Fritz Lang per fer la seva clàssica pel·lícula Metròpolis.
L'obra de Citroën es va incloure a l'exposició i venda de 1939 Onze Kunst van Heden (El nostre art d'avui) al Rijksmuseum d'Amsterdam.
El 1933 va iniciar la Nieuwe Kunstschool (Nova Escola d'Art) amb Charles Roelofsz. Es va quedar sense diners i va tancar el 1937. Aquell any, Citroen va trobar feina com a professor de la Reial Acadèmia de l'Art de La Haia. Quan Citroen va ser advertit que havia de ser detingut el 28 d'agost de 1942, va fugir a casa de Maria Helena Friedlaender (nascuda Bruhn), una dona alemanya, esposa d'Henri Friedlaender . El va amagar amb altres fugitius a l'àtic de la seva casa a Wassenaar, Holanda del Sud, durant diversos mesos.
Entre els seus nombrosos estudiants es troben Kees Bol, Madeleine Gans, Henk Hartog, i Jos Zeegers. Va jubilar-se del seu càrrec a la Reial Escola d'Art de La Haia el1960.
Paul Citroën va morir el 1983 a Wassenaar.